# David Henry (calciatore)
David Henry (Canaries, 27 agosto 1993) è un calciatore santaluciano, attaccante del Black Panthers.

## Statistiche

### Cronologia presenze e reti in nazionale
| Cronologia completa delle presenze e delle reti in nazionale ― Saint Lucia | Cronologia completa delle presenze e delle reti in nazionale ― Saint Lucia | Cronologia completa delle presenze e delle reti in nazionale ― Saint Lucia | Cronologia completa delle presenze e delle reti in nazionale ― Saint Lucia | Cronologia completa delle presenze e delle reti in nazionale ― Saint Lucia | Cronologia completa delle presenze e delle reti in nazionale ― Saint Lucia | Cronologia completa delle presenze e delle reti in nazionale ― Saint Lucia | Cronologia completa delle presenze e delle reti in nazionale ― Saint Lucia |
| Data                                                                       | Città                                                                      | In casa                                                                    | Risultato                                                                  | Ospiti                                                                     | Competizione                                                               | Reti                                                                       | Note                                                                       |
| -------------------------------------------------------------------------- | -------------------------------------------------------------------------- | -------------------------------------------------------------------------- | -------------------------------------------------------------------------- | -------------------------------------------------------------------------- | -------------------------------------------------------------------------- | -------------------------------------------------------------------------- | -------------------------------------------------------------------------- |
| 3-9-2014                                                                   | Basseterre                                                                 | Saint Kitts e Nevis                                                        | 0 – 0                                                                      | Saint Lucia                                                                | Qual. Coppa dei Caraibi 2014                                               | -                                                                          | 80’                                                                        |
| 5-9-2014                                                                   | Basseterre                                                                 | Saint Lucia                                                                | 2 – 0                                                                      | Guyana                                                                     | Qual. Coppa dei Caraibi 2014                                               | -                                                                          | 65’                                                                        |
| 14-5-2015                                                                  | Vieux Fort                                                                 | Saint Lucia                                                                | 1 – 2                                                                      | Saint Vincent e Grenadine                                                  | Amichevole                                                                 | -                                                                          | 83’                                                                        |
| 16-5-2015                                                                  | Vieux Fort                                                                 | Saint Lucia                                                                | 0 – 2                                                                      | Grenada                                                                    | Amichevole                                                                 | -                                                                          | 73’                                                                        |
| 10-6-2015                                                                  | North Sound                                                                | Antigua e Barbuda                                                          | 1 – 3                                                                      | Saint Lucia                                                                | Qual. Mondiali 2018                                                        | 1                                                                          | 81’                                                                        |
| 14-6-2015                                                                  | North Sound                                                                | Saint Lucia                                                                | 1 – 4                                                                      | Antigua e Barbuda                                                          | Qual. Mondiali 2018                                                        | -                                                                          | 52’ 63’                                                                    |
| Totale                                                                     |                                                                            | Presenze                                                                   | 6                                                                          |                                                                            | Reti                                                                       | 1                                                                          |                                                                            |